# Maryla Zalejska-Komar

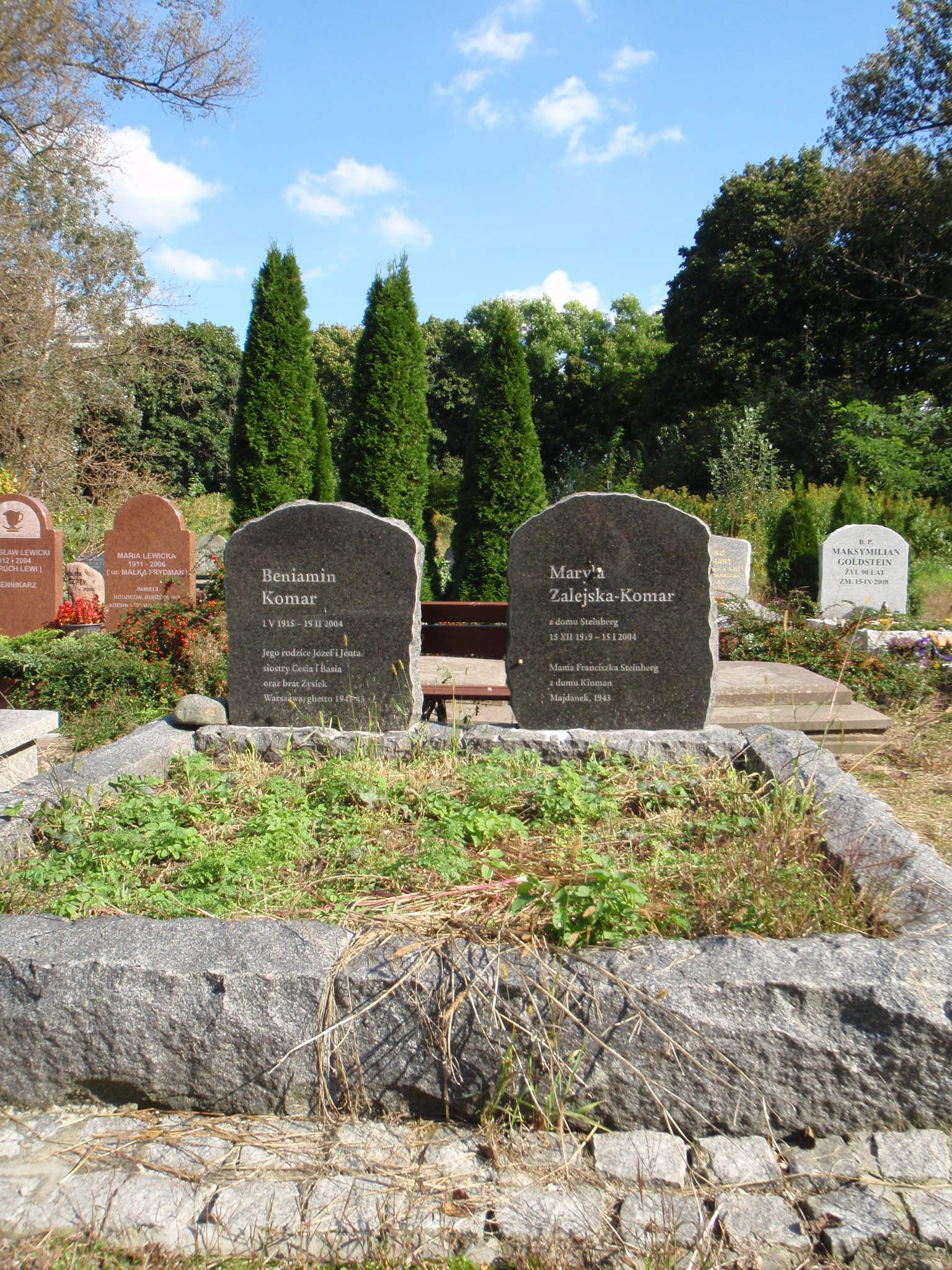
Grób Maryli Zalejskiej-Komar na cmentarzu żydowskim w Warszawie

Maryla Zalejska-Komar, z domu Steinberg (ur. 15 grudnia 1919 w Warszawie, zm. 15 stycznia 2004 w Warszawie) – polska dziennikarka żydowskiego pochodzenia, wieloletnia redaktor Słowa Żydowskiego.
Pochowana na cmentarzu żydowskim przy ulicy Okopowej w Warszawie (kwatera 2).